# Império do mal

Reagan falando na Associação Nacional dos Evangélicos, 8 de março de 1983.

A expressão império do mal (em inglês: Evil empire) foi inicialmente aplicada à União Soviética, em 1983,  pelo então  presidente dos Estados Unidos, Ronald Reagan, que  assumiu uma postura agressiva e linha-dura em relação à União Soviética  favorecendo a competição e a superação das capacidades militares estratégicas e globais da URSS. Uma estratégia de rollback  iria, segundo Reagan, "escrever as páginas finais da história da União Soviética." Essa fala irritou os líderes soviéticos.
Segundo o acadêmico G. Thomas Goodnight, o discurso do "Império do Mal", representou juntamente com a da "Opção Zero" (eliminação de todas as armas nucleares) e do programa "Star Wars", o lado retórico da escalada dos Estados Unidos na chamada Segunda Guerra Fria.
No primeiro caso, Reagan descrevia a guerra nuclear como uma extensão da "velha batalha entre o bem e o mal", argumentando que o aumento do arsenal  nuclear,  assim como o progresso da ciência e da tecnologia, era necessário para evitar um conflito global. Através desse argumento, a administração Reagan pretendia  modificar as opiniões e atitudes da população em relação às armas nucleares.

## Antecedentes

### Discurso na Câmara dos Comuns
O principal redator dos discursos de Reagan, na época, era Anthony R. Dolan, que teria cunhado a frase para o uso exclusivo de Reagan. Algumas fontes incorretamente referem-se ao discurso de junho de 1982 na Câmara dos Comuns no Reino Unido, mas Reagan se refere principalmente ao totalitarismo no seu discurso em Londres. Em vez disso, a frase "monte de cinzas da história" apareceu neste discurso, usado por Reagan para prever o que ele viu como o fracasso e colapso mundial do comunismo. Ironicamente, está frase foi cunhada por um bolchevique revolucionário Leon Trotsky em novembro de 1917, usando-a contra os seus opositores (os mencheviques), e sugerindo que o comunismo era o futuro, esta ironia não foi perdida até mesmo para os escritores dos discursos de Reagan.

## Primeiro uso registrado
O discurso de Ronald Reagan em 8 de março de 1983 aconteceu na Associação Nacional de Evangélicos em Orlando, Flórida, onde aparece o primeiro registro do uso da expressão "império do mal". Reagan disse:
| “ | Assim, em suas discussões nucleares prestes a se congelar, eu os advirto para terem cuidado com a tentação do orgulho, a tentação de se declarar alegremente acima de tudo e rotular os dois lados igualmente em falta, ignorar os fatos da história e os impulsos agressivos de um império do mal, para simplesmente chamar a corrida armamentista de um gigante mal-entendido e, assim, retirar-se da luta entre o bem e o mal. Eles pregam a supremacia do Estado, declarando sua onipotência sobre o homem individual, e preveem sua dominação final sobre todos os povos da Terra. Eles são o foco do mal no mundo moderno. | ” |

No discurso do "império do mal", Reagan também se referiu a assuntos domésticos, como a implantação de mísseis nucleares da OTAN na Europa Ocidental como resposta aos soviéticos que instalaram novos mísseis nucleares na Europa Oriental. Esses mísseis da OTAN acabaram sendo usados como moeda de barganha nas negociações de armas com o líder soviético Mikhail Gorbachev, que assumiu o cargo em 1985. Em 1987, Reagan e Gorbachev concordaram em ir além de um congelamento nuclear. Em uma Era Atômica, em primeiro lugar, eles concordaram em reduzir seus arsenais nucleares. Mísseis intermediários e de curto alcance foram eliminados.

## Reação global e resultado
Michael Johns escrevendo para o Heritage Foundation e a revista Foreign Policy, destacou apoiando a afirmação de Reagan. Em seu livro, Seventy Years of Evil: Soviet Crimes from Lenin to Gorbachev, Johns cita os 208 atos executados pela União Soviética que, segundo ele, demonstrou más inclinações a liderança soviética.
Yuri Maltsev, um economista de alto escalão da União Soviética sob o comando de Gorbachev na década de 1980, acreditava que Reagan estava definitivamente certo. Ele rotulou a URSS como um "império do mal", na introdução de seu livro Requiem for Marx, publicado em 1993. Maltsev tinha o conhecimento de primeira mão do funcionamento interno da União Soviética, e concordou com Reagan.
A União Soviética, por sua vez, alegou que os Estados Unidos eram uma superpotência imperialista, que procurava dominar o mundo inteiro, e que a URSS estava lutando contra os EUA em nome da humanidade. Em Moscou, a agência de imprensa soviética ATUS, disse que a rotulação de "império do mal" demonstrou que a administração Reagan "pode pensar apenas em termos de confronto bélico, lunático e anticomunista".
Durante seu segundo mandato, em maio-junho de 1988, mais de cinco anos após o uso do termo "império do mal", Reagan visitou o novo reformista e secretário-geral da União Soviética Mikhail Gorbachev em Moscou. Quando perguntado por um repórter se ele ainda pensava que a URSS era um "império do mal", Reagan respondeu que não mais, e que quando ele usou o termo pela primeira vez era uma "época diferente", isto é, antes do período de Gorbachev e suas reformas como a Perestroika e a Glasnost. Ainda assim, Reagan permaneceu um crítico aberto do regime soviético pela ausência de instituições democráticas.